# Berkholz-Meyenburg
Berkholz-Meyenburg ist ein Ortsteil der Stadt Schwedt/Oder im Landkreis Uckermark in Brandenburg (Deutschland).

## Geografie
Berkholz-Meyenburg befindet sich westlich der Kernstadt Schwedt. Südlich verläuft die Hohensaaten-Friedrichsthaler Wasserstraße am Rande des Nationalparkes Unteres Odertal.
Der Ortsteil besteht aus den Wohnplätzen Berkholz und Meyenburg.

## Geschichte
Berkholz und Meyenburg gehörten seit 1817 zum Kreis Angermünde in der preußischen Provinz Brandenburg und ab 1952 zum Kreis Angermünde im DDR-Bezirk Frankfurt (Oder). Am 1. April 1974 erfolgte der Zusammenschluss von Berkholz und Meyenburg. Seit 1993 lag die Gemeinde im brandenburgischen Landkreis Uckermark und wurde vom Amt Oder-Welse verwaltet.
Mit der Auflösung des Amtes Oder-Welse zum 19. April 2022 wurde die Gemeinde als ein neuer Ortsteil zur Stadt Schwedt/Oder eingemeindet.

### Berkholz
Das Dorf Berkholz wurde 1354 erstmals urkundlich unter dem Namen „Bergholt“ erwähnt und nach dem „Birkenhölz“ benannt. Der Ort ist eine Gründung aus der askanischen Kolonisationszeit. In den Jahren 1354/55 wurde Berkholz pommerisch. Der Lehnsträger des Ortes Pflillipus Balkenberg wurde 1432 erstmals namentlich aufgeführt. 1481 ging der Besitz an die Grafen von Hohenstein, 1492 an die von Stegelitz zu Criewen über.

### Meyenburg
Der erste Nachweis für Meyenburg (zur Miewenburgk) findet sich im Jahr 1578. Im Jahre 1652 tauchte der Name Meydeburgk und 1661 Meyenburgk auf. 1578 wird der Graf von Hohenstein erwähnt. 1648 setzte der Schäfer zu Meyenburg die öde und wüste Schäferei wieder instand. 1653 gab es drei Kossätenstellen, von denen zwei wüst waren. Im Jahre 1840 hatten Dorf und Rittergut 15 Wohnhäuser. Eigentümer war zunächst die Familie Lüdicke, dann kam durch Heirat wurde die briefadelige Familie von Colmar in den Besitz. Deren bekanntester Vertreter vor Ort wurde der Politiker Axel von Colmar-Meyenburg. 1879 gehörte ihm das kreistagsfähige Rittergut. Die Größe wird im General-Adressbuch der Rittergutsbesitzer für Brandenburg mit 361 ha angegeben. Zu Beginn des 20. Jahrhunderts gehört das Gut dem damaligen Leutnant Christoph von Colmar-Zützen (1884–1978), verheiratet mit Ehrengard von Bernuth. Um 1910 umfasste Gut Meyenburg 382 ha und Rittergut Zützen 683 ha Land. Im Jahre 1931 waren im Ort 16 bewohnte Häuser. Christoph von Colmar führte mit Zützen und Meyenburg das Erbe der Vorfahren über die Wirtschaftskrise Ende der 1920er Jahre, hinweg bis zur Bodenreform 1945.

## Bevölkerungsentwicklung
| Berkholz  | 1774 | 1801 | 1817 | 1840 | 1925 | 1939 | 1946 | 1964 | 1971 |
| Einwohner | 196  | 241  | 239  | 328  | 383  | 289  | 516  | 352  | 374  |

| Meyenburg | 1774 | 1801 | 1817 | 1840 | 1925 | 1939 | 1946 | 1964 | 1971 |
| Einwohner | 79   | 100  | 105  | 149  | 118  | 141  | 173  | 162  | 134  |

| Berkholz-Meyenburg | 1981 | 1990 | 2000 | 2005 | 2010 | 2011 | 2012 | 2013 | 2014 | 2015 | 2016 | 2017 | 2018 | 2019 | 2020 |
| Einwohner          | 379  | 340  | 1129 | 1221 | 1279 | 1279 | 1266 | 1268 | 1289 | 1257 | 1254 | 1226 | 1230 | 1245 | 1256 |

Gebietsstand des jeweiligen Jahres, Einwohnerzahl: Stand 31. Dezember (ab 1991), ab 2011 auf Basis des Zensus 2011

## Politik

### Gemeindevertretung
Die Gemeindevertretung von Berkholz-Meyenburg bestand aus 10 Gemeindevertretern und dem ehrenamtlichen Bürgermeister.
| Partei / Wählergruppe        | Stimmenanteil | Sitze |
| ---------------------------- | ------------- | ----- |
| FDP                          | 66,5 %        | 7     |
| CDU                          | 14,1 %        | 1     |
| AfD                          | 09,8 %        | 1     |
| Einzelbewerber Gerhard Dyrba | 0 9,6 %       | 1     |

(Stand: Kommunalwahl am 26. Mai 2019)

### Bürgermeister
- 1998–2022: Gerd Regler (FDP)[13]

Regler wurde in der Bürgermeisterwahl am 26. Mai 2019 ohne Gegenkandidaten mit 100,0 % der gültigen Stimmen für eine weitere Amtszeit von fünf Jahren gewählt.

### Wappen
Das Wappen wurde am 6. Mai 2004 genehmigt.
Blasonierung: „Im Schildhaupt durch zwei Spitzen von Grün und Gold geteilt, darunter über einem grünen Berg schräggekreuzt zwei grüne Birkenblätter mit zwei nach außen gekehrten Blütenständen.“

## Sehenswürdigkeiten

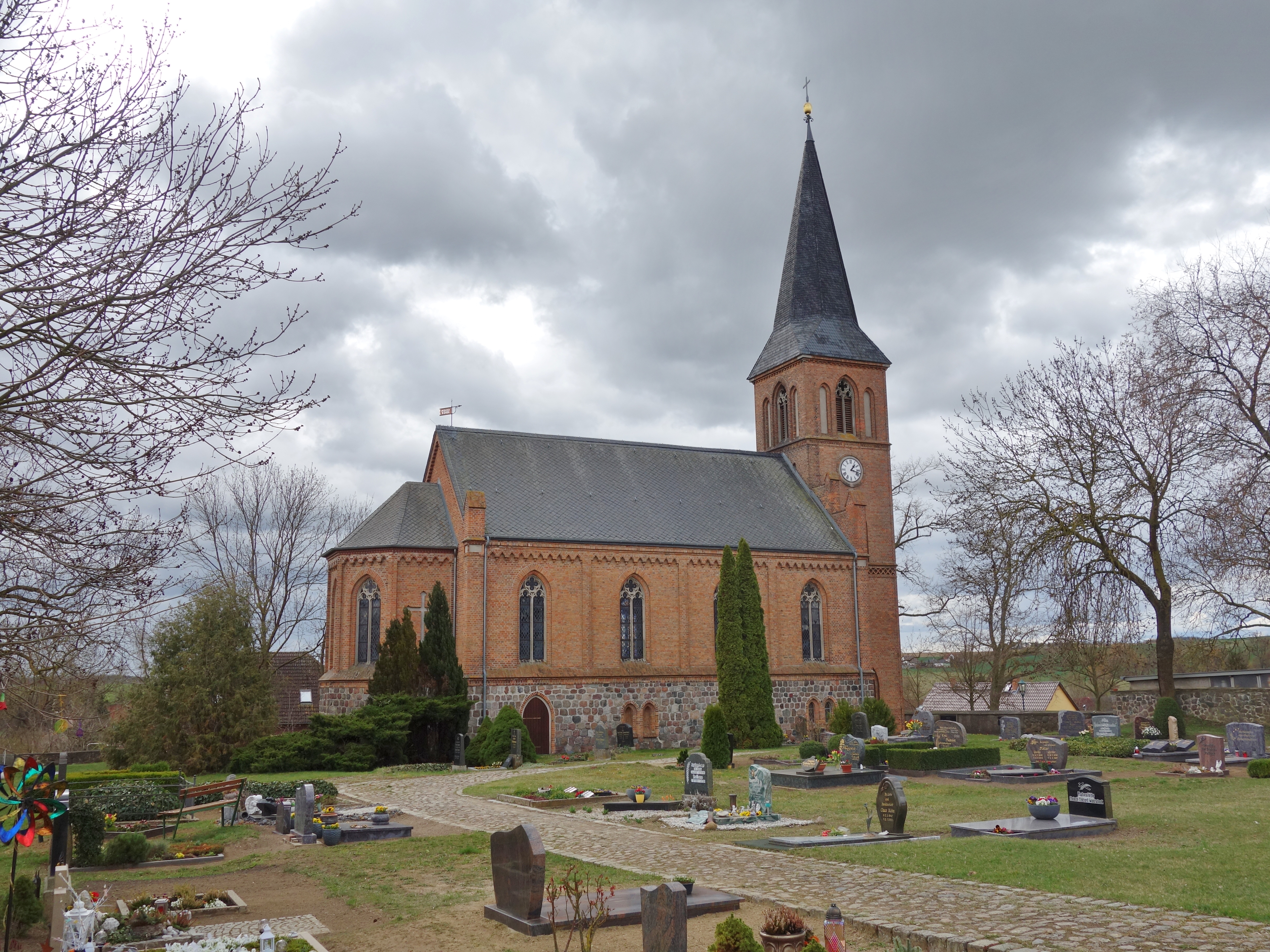
Kirche in Berkholz

Die Kirche im Gemeindeteil Berkholz (Kirchstraße 6) wird in der Landesdenkmalliste Brandenburgs als Baudenkmal geführt. Sie wurde nach einem Brand der alten Kirche 1887 errichtet. Aus diesem Jahr stammen auch die Einrichtungsgegenstände und die Glocke. Das Kirchenschiff entstand jedoch unter Verwendung von Feldsteinquadern des Vorgängerbaus, welcher aus dem 13. Jahrhundert stammt. Die Kirche ist gekennzeichnet durch eine schlichte Innenausstattung, auffallend dagegen sind die Bleiglasfenster. Es handelt sich um eine einschiffige Backsteinkirche mit vorgesetztem quadratischen Turm an der Westseite.

## Wirtschaft und Infrastruktur
Zwischen Berkholz und Heinersdorf im Norden befindet sich das Rohöltanklager für die PCK Raffinerie GmbH in Schwedt/Oder. Hier liegt der Endpunkt einer über 3.000 km langen Erdöl-Pipeline aus Russland. Ein großes Gewerbegebiet von 20 ha befindet sich im Bereich von Meyenburg. Im Ort sind diverse Unternehmen von lokaler bis regionaler Bedeutung ansässig.

### Verkehr
Berkholz-Meyenburg liegt an der Landesstraße L 284 zwischen der Bundesstraße 2 südlich von Pinnow und Schwedt.
In der Nachbargemeinde Pinnow sowie in Schwedt befinden sich Bahnhöfe der Regional-Express-Linie RE 3 Schwedt – Berlin–Lutherstadt Wittenberg.

### Freizeit und Sport
- Dorfgemeinschaftsverein[18]
- Oderdarts Berkholz-Meyenburg (Dartsverein)